# Sulle spirali
Sulle spirali è un trattato di Archimede contenente 28 proposizioni, 7 problemi e 21 teoremi.

## Alcuni teoremi
1. la sottotangente al termine della seconda rotazione è uguale alla periferia del circolo circoscritto;
2. la sottotangente al termine della seconda rotazione è uguale al doppio del circolo circoscritto, e  uguale al triplo del termine della terza rotazione;
3. la superficie della spirale descritta nella prima rotazione  è alla superficie del suo circolo circoscritto come 1 a 3; che la superficie della spirale nella seconda rotazione è al circolo circoscritto come 7 a 12; la superficie della spirale nella terza rotazione è al circolo circoscritto come 19 a 27.